# مذبحة كاوهاجوكي
مذبحة كاوهاجوكي هي عملية قتل قام بها الطالب ساري جوهاني ماتي في 23 سبتمبر 2008 وقتل عشرة اشخاص وقتل نفسه بطلق النار على راسه.